# Xperia 10 III
Xperia 10 III（エクスペリア テン マークスリー）は、ソニーが開発した第5世代移動通信システム (5G) 対応スマートフォンである。2021年（令和3年）4月14日に公式YouTubeチャンネルで発表した。
本項は派生モデルのXperia 10 III Liteも併せて記述する。

## 概要
Xperia 1 III 、Xperia 5 IIIとともにYouTube公式チャンネルで2021年4月14日に発表した。XperiaのミッドレンジモデルであるXperia 10シリーズの2021年モデルで、Xperia 10 IIの後継機種である。Xperiaのミッドレンジモデルとして初めての5Gに対応している。日本は2021年6月18日にNTTドコモ (SO-52B)、au (SOG04) 、7月2日にY!mobile (A102SO) 、が発売した。

## 特徴

### ディスプレイ
6.0インチ 、アスペクト比21:9 Full HD+ (2520×1080) の有機ELディスプレイを採用し、Xperia 10シリーズとしては初めてHDR表示に対応している。

### バッテリー
バッテリー容量は、3600 mAhであったXperia 10 IIから大幅に増加し、スマートフォンとしてはXperia史上最大の容量となる4500 mAhのバッテリーを搭載している。従来モデルから対応していた「いたわり充電」に加え、Xperia独自の充電最適化技術により3年使っても劣化しにくいバッテリーを実現した。

### オーディオ
高音質化技術のDSEE UltimateにXperia 10シリーズとして新たに対応した。本体上部に3.5 ミリメートルオーディオジャックを搭載、360 Reality AudioやLDACに対応する。

### その他
日本国内モデルとしてはXperia 10 IIに比して、メインメモリは4 GBから6 GBへ、ストレージは64 GBから128 GBへそれぞれ増加し、IPX5/8の防水とIP6Xの防塵に対応する。

## Xperia 10 III Lite
Xperia 10 III Lite（エクスペリア テン マークスリー ライト）は2021年8月に発売したXperia 10 IIIの派生モデルである。
Xperiaで初めてeSIMに対応し、Xperia 10 IIIと同様にnanoSIMと合わせてデュアルSIM (DSDV) に対応している。Xperia 10 IIIは128 GBであったストレージが64 GBに変更され、FMラジオ機能も省かれている。
日本国内限定モデルで、楽天モバイル、goo Simseller、IIJmio、mineo、nuroモバイルが取り扱う。

## カラーバリエーション
グローバルモデルとして、ブラック、ホワイト、ブルー、ピンクの4色を販売する。ドコモ版 (SO-52B) は、ドコモオンラインショップ限定色としてイエローを設定する。
| カラー | カラー名 | Xperia 10 III                      | Xperia 10 III | Xperia 10 III       | Xperia 10 III      | Xperia 10 III Lite       | Xperia 10 III Lite |
| カラー | カラー名 | NTTドコモ （SO-52B）               | au （SOG04）  | Y!mobile （A102SO） | 海外版 （XQ-BT52） | 楽天モバイル （XQ-BT44） | MVNO （XQ-BT44）   |
|        | ブラック | ○                                  | ○             | ○                   | ○                  | ○                        | ○                  |
|        | ホワイト | ○                                  | ○             | ○                   | ○                  | ○                        | ○                  |
|        | ブルー   | ○                                  | ○             | ○                   | ○                  | ○                        | -                  |
|        | ピンク   | ○                                  | ○             | ○                   | ○                  | ○                        | -                  |
|        | イエロー | ○ （ドコモオンラインショップ限定） | -             | -                   | -                  | -                        | -                  |

## 歴史
2021年4月14日
ソニーがYouTube公式チャンネルでXperia 10 IIIを発表。
2021年4月15日
KDDIがauブランドでの取り扱いを発表、予約受付開始。
2021年4月16日
NTTドコモが取り扱いを発表、予約受付開始。
2021年6月18日
ソフトバンクがY!mobileブランドでの取り扱いを発表、予約受付開始。
NTTドコモがXperia 10 III SO-52Bを発売。
KDDIがXperia 10 III SOG04を発売。
2021年7月2日
Y!mobileがXperia 10 III（A102SO）を発売。
2021年8月20日
ソニーがXperia 10 III Liteを発表。楽天モバイル、NTTレゾナント、インターネットイニシアティブ、オプテージ、ソニーネットワークコミュニケーションズが、それぞれ楽天モバイル、goo Simseller、IIJmio、mineo、nuroモバイルでの取り扱いを発表。
2021年8月27日
楽天モバイルおよび各MVNOがXperia 10 III Liteを発売。